# Ледяной драйв 2: Возмездие
«Ледяной драйв 2: Возмездие» (англ. Ice Road: Vengeance) — американский экшен-триллер, режиссёром и сценаристом которого является Джонатан Хенсли. Сиквел фильма «Ледяной драйв». Главные роли исполнили Лиам Нисон, Фань Бинбин, Бернард Карри и Грейс О’Салливан. Премьера в США состоялась 27 июня 2025 года.

## Сюжет
Подробности сюжета держатся в тайне, но известно, что действие сиквела будет разворачиваться в Непале.

## В ролях
| Актёр            | Роль        |
| ---------------- | ----------- |
| Лиам Нисон       | Майк Маккэн |
| Фань Бинбин      | Дхани       |
| Бернард Карри    |             |
| Джефф Моррелл    |             |
| Сакшам Шарма     | Виджай Рай  |
| Грейс О’Салливан |             |
| Амелия Бишоп     | Джит        |

## Производство и релиз
В апреле 2023 года стало известно, что Джонатан Хенсли снимет продолжение своего фильма «Ледяной драйв» с Лиамом Нисоном в роли Майка Макканна: «Мне не терпится рассказать следующую главу саги „Ледяной драйв“», — говорит режиссер Джонатан Хенсли.
В январе 2024 года Variety пишет, что Джонатан Хенсли приступил к съёмкам фильма «Ледяной драйв 2: Возмездие», действие которого происходит не в Канаде, а в Непале, куда Майк Макканн отправляется, чтобы развеять прах своего брата на Эвересте.
В мае 2023 года издание Deadline сообщило, что Amazon Prime Video собирается предварительно выкупить международные права на фильм, за исключением Германии, на Каннском кинорынке примерно за 17 миллионов долларов, в то время как первый фильм был продан Netflix и другим международным дистрибьюторам.
В январе 2024 года, в Уолхалле (штат Виктория) начались съёмки фильма «Ледяной драйв 2: Возмездие», сценаристом и режиссёром которого стал Джонатан Хенсли. Фань Бинбин исполнит главную женскую роль Дхани, в актёрский состав также вошли Бернард Карри, Джефф Моррелл и Грейс О’Салливан.
27 июня 2025 года фильм вышел в избранных кинотеатрах США, а 1 июля состоялся цифровой релиз картины.